# Барбонвил
Барбонвил (фр. Barbonville) насеље је и општина у североисточној Француској у региону Лорена, у департману Мерт и Мозел која припада префектури Линевил.
По подацима из 2011. године у општини је живело 425 становника, а густина насељености је износила 39,32 становника/km². Општина се простире на површини од 10,81 km². Налази се на средњој надморској висини од 225 метара (максималној 335 m, а минималној 209 m).

## Демографија
| 1962. | 1968. | 1975. | 1982. | 1990. | 1999. | 2011. |
| ----- | ----- | ----- | ----- | ----- | ----- | ----- |
| 192   | 207   | 241   | 312   | 359   | 335   | 425   |

График промене броја становника у току последњих година